# Szalona Szczerbina
Szalona Szczerbina (słow. Hlúpa štrbina) – głęboko wcięta przełączka w długiej północnej grani zachodniego wierzchołka Zadnich Jatek w słowackich Tatrach Bielskich. Grań ta oddziela Dolinę do Regli od Doliny Kępy. Kolejno znajdują się w niej: Kozi Klin, Szalona Szczerbina, Szalona Turnia, Przechód za Łasztowicą, Łasztowica, Opalone Siodło, Opalona Turnia, Bednarski Regiel. 
Szalona Szczerbina znajduje się poniżej skalnego konia, jakim kończy się Kozi Klin. Po drugiej (północnej) stronie Szalonej Szczerbiny wznosi się 15 metrowym uskokiem Szalona Turnia. Szalona Szczerbina jest trudno dostępna. Dojście pod przełączkę prowadzi z Przechodu za Łasztowicą po lewej stronie pionowej ściany, przez kosodrzewinę i trawniki. Wejście na przełączkę to V+ skali tatrzańskiej.
Autorem nazwy przełączki jest Władysław Cywiński. 